# 8891 Irokawa
8891 Irokawa (1994 RC1) là một tiểu hành tinh vành đai chính được phát hiện ngày 1 tháng 9 năm 1994 bởi K. Endate và K. Watanabe ở Kitami.